# Messerschmitt Me 163
Die Messerschmitt Me 163 (Suggestivname: Komet, Spitzname: Kraftei) war ein deutscher Objektschutz-Abfangjäger mit Raketenantrieb (Raketenflugzeug) der Messerschmitt AG. Das Fluggerät gehörte zu den streng geheimen Projekten der Luftwaffe, die Entwicklung war bereits 1938 eingeleitet worden. Eine propagandistische Nutzung des Projektes im Sinne der Wunderwaffen fand nicht statt.
Aus Gründen der Geheimhaltung wurde auch die Nummer 163 vom Reichsluftfahrtministerium (RLM) untypischerweise zum zweiten Mal vergeben. Die ursprüngliche Messerschmitt Bf 163 war eine Konkurrenzentwicklung zur Fieseler Fi 156 „Storch“. Es wurden drei Versuchsmuster (V1–V3) gebaut. Die erste Me 163 erhielt dann konsequenterweise die Bezeichnung Me 163 A V4.
Die Me 163 war das erste Flugzeug, das die 1000-km/h-Marke überschritt. Die Me 163 A V4 erreichte unter Führung von Heini Dittmar am 2. Oktober 1941 eine Geschwindigkeit von 1003,67 km/h. Einen weiteren inoffiziellen Rekord von 1130 km/h erzielte Dittmar in der Me 163 B V18. Er wurde erst im Jahr 1953 von einer Hawker Hunter F.Mk.3 mit 1171 km/h übertroffen.

## Geschichte

### Ursprung und Planung

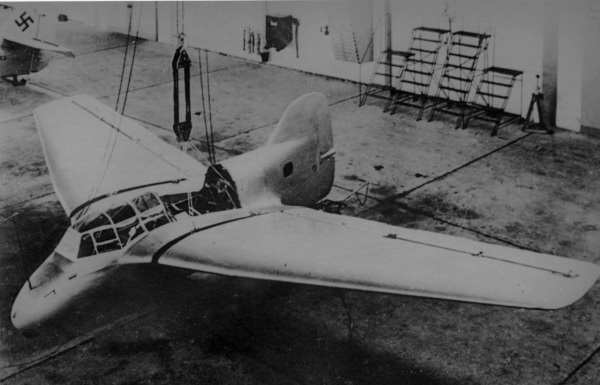
DFS 194 in der Endmontage

Geistiger Vater der Me 163 war der Aerodynamiker und Konstrukteur Alexander Lippisch, der für seine eher ungewöhnlichen Flugzeug-Konzepte bekannt war. Von seinem Reißbrett stammen die Projekte DFS 39 und DFS 40 sowie das Versuchs-Segelflugzeug DFS 194 (DFS = Deutsche Forschungsanstalt für Segelflug), das zur Vorerprobung der Me-163-Bauweise diente. Die Entwicklung eines Abfangjägers mit überlegenen Eigenschaften wurde vom RLM gutgeheißen (Deckname „Projekt X“), und Lippisch und sein Stab sowie der Testpilot Heini Dittmar übersiedelten im Frühjahr 1939 von der DFS in Braunschweig zur Messerschmitt AG nach Augsburg, wo sie werksintern die „Abteilung L“ bildeten.
Am 30. Juni 1939 führte Erich Warsitz mit der Heinkel He 176 den ersten Start mit Flüssigkeits-Raketenmotor durch. Heinkels Bestrebungen, auf dieser Basis einen eigenen Abfangjäger zu entwickeln, wurden allerdings vom RLM nicht unterstützt, da dem „Projekt X“ mehr Potenzial zugetraut wurde und sich Heinkel angesichts des nahenden Krieges um die Massenproduktion der He 111 kümmern sollte. Dennoch flog mit der He 178 drei Monate später unter Warsitz das erste Strahlturbinenflugzeug der Welt – ein weiterer Entwurf, den Heinkel nur „halboffiziell“ vorangetrieben hatte.
Dann kam das 300 kp (2943 N) leistende Walter-Raketentriebwerk  HWK RI-203, das schon die He 176 angetrieben hatte, zum Einbau in der DFS 194. Lippischs Versuchspilot Heini Dittmar – ein erfahrener Segelflieger, der schon viel zur Perfektionierung der DFS 39 beigetragen hatte – führte vom Sommer 1940 an in der Erprobungsstelle der Luftwaffe in Peenemünde die Flugerprobung durch, wobei die für niedrige Geschwindigkeiten ausgelegte Zelle der DFS 194 aber nur Geschwindigkeiten bis maximal 550 km/h erlaubte. Die Ergebnisse waren ermutigend und die Arbeiten an der ersten Me 163 wurden fortgesetzt.

### Geschwindigkeitsrekord

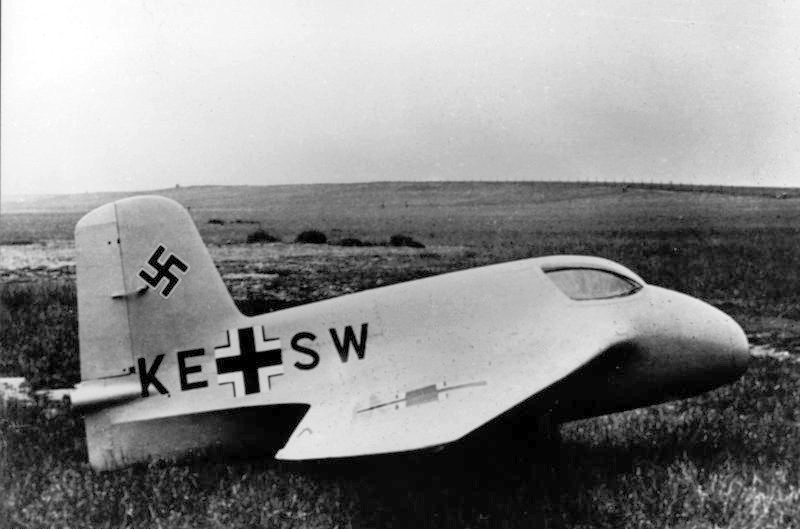
Raketenflugzeug Messerschmitt Me 163 A V4 „Komet“, 1941

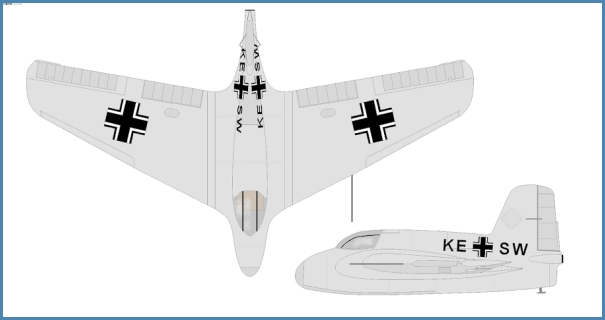
Zweiseitenansicht der Me 163 A V4

Aufgrund dieser ersten Erfolge erlaubte das Reichsluftfahrtministerium die Fertigstellung der beiden ersten V-Muster der Me 163. Ernst Udet, der in Augsburg einen über 800 km/h schnellen Platzüberflug Dittmars mit der noch antriebslosen Me 163 A beobachtet hatte, unterstützte von da an die Weiterführung des Projektes. Der erste Raketenflug einer Me 163 fand am 8. August 1941 in Peenemünde statt. Zuvor war das mit einem Schub von 750 kp erheblich stärkere Walter-Triebwerk RII-203 in die ursprünglich für Geschwindigkeiten bis etwa 850 km/h ausgelegte Zelle eingebaut worden. Pilot war wiederum Heini Dittmar.
Wie bei der DFS 194 wurde ein unmittelbar nach dem Start abgeworfenes Zweirad-Fahrwerk eingesetzt; eine zentrale Kufe diente der Landung. Bereits beim vierten Flug nach einigen Tagen erreichte Dittmar 840 km/h, im September sogar 920 km/h – dabei verlor er zwar durch Ruderflattern einen Teil des Seitenruders, was aber für den weiteren Verlauf dieses Fluges ohne Folgen blieb.
Um die Möglichkeiten der Maschine vollständig auszunutzen, die durch den Kraftstoffverbrauch in der Startphase beschränkt waren, erfolgten die weiteren Starts im Schlepp einer Messerschmitt Bf 110C. Wenn das Raketentriebwerk erst in 4000 m Flughöhe gezündet wurde, ließen sich Reichweite und Geschwindigkeit steigern. Trotz der Begrenzung des Treibstoffvorrats auf 75 Prozent aufgrund der mangelnden Leistung der Bf 110 konnte auf diese Weise ein inoffizieller Geschwindigkeitsrekord erreicht werden. Die Messstrecke von drei Kilometern, die durch Askania-Theodolite exakt bestimmt war, entsprach den offiziellen Vorschriften der FAI, allerdings wurde sie nicht in der vorgeschriebenen Höhe von maximal 100 Metern und nur in einer Richtung durchflogen. Die Zeit betrug 10,76 Sekunden.
Am 2. Oktober 1941 wurde eine Geschwindigkeit von 1003,67 km/h erreicht, was einer Mach-Zahl von 0,84 entspricht. Aufgrund von Kompressibilitätseffekten erfolgte bei dieser Geschwindigkeit kurz hinter der Messstrecke der Übergang in einen steuerlosen Sturzflug. Dies führte zu einem sofortigen Abschalten des Triebwerkes. Vermutlich nur wegen der Antriebslosigkeit konnte Dittmar das Flugzeug abfangen und sicher landen. Alexander Lippisch und Heini Dittmar wurde die Lilienthal-Medaille verliehen, Dittmar zum Flugkapitän ernannt. Dieser Rekord wurde erst fast sechs Jahre später am 19. Juni 1947 von einer Lockheed P-80R „Shooting Star“ mit 1003,59 km/h eingestellt und am 20. August 1947 von einer Douglas D-558-I „Skystreak“ mit 1030,82 km/h übertroffen.
Aus der Me 163 A wurde dann die Me 163 B entwickelt. Vorübergehend trug die Me 163 B die Bezeichnung Li 163S (S für Serienausführung).

### Prototypen und Serienfertigung
Die Projektbeschreibung der Me 163 B wurde bereits am 22. September 1941 beim Reichsluftfahrtministerium eingereicht, und nur wenige Wochen darauf konnte die Konstruktion des Jagdflugzeugs beginnen. Geplant war die Verwendung eines Raketentriebwerks der Hellmuth-Walter-Werke in Kiel (HWK), als Alternative wurde ein BMW-Triebwerk mit einbezogen, dessen Treibstoffhauptkomponente Salpetersäure war. Nach der Montage eines Musterflugzeugs im Augsburger Messerschmitt-Stammwerk im Jahr 1941 sollten bis zum 1. August 1943 bei der Messerschmitt GmbH in Regensburg 68 weitere Maschinen zur Erprobung gefertigt werden. Willy Messerschmitt stand den schwanzlosen Konzepten Lippischs von vorneherein skeptisch gegenüber und somit erfuhr die „Abteilung L“ nur wenig Unterstützung. Dazu kam noch das völlige Scheitern der Me 210 und die Fokussierung auf die Me 309 sowie auf die spätere Me 262. Allerdings entstand unter Leitung des Chef-Werkspiloten von Messerschmitt, Hermann Wurster, ein Alternativentwurf zur Me 210, der sich stark an die Konzeption der Me 163 anlehnte und der die RLM-Nummer Me 329 erhielt.
Derweil wurden Fortschritte bei der Me 163 durch Lieferschwierigkeiten des Triebwerkherstellers HWK stark verzögert. Das BMW-Triebwerk wurde daher wieder stärker ins Auge gefasst, allerdings mussten die ersten Testflüge noch gänzlich ohne Triebwerk im Schleppflug durchgeführt werden.

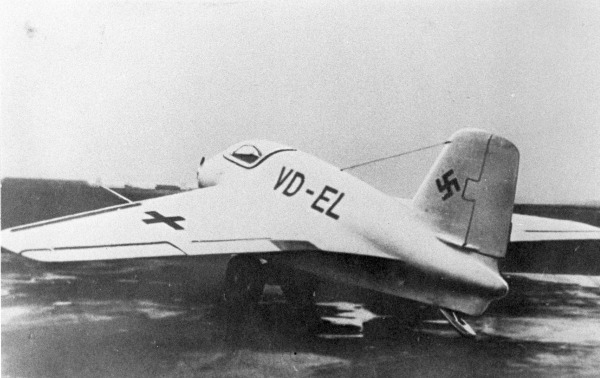
Me 163 B V2

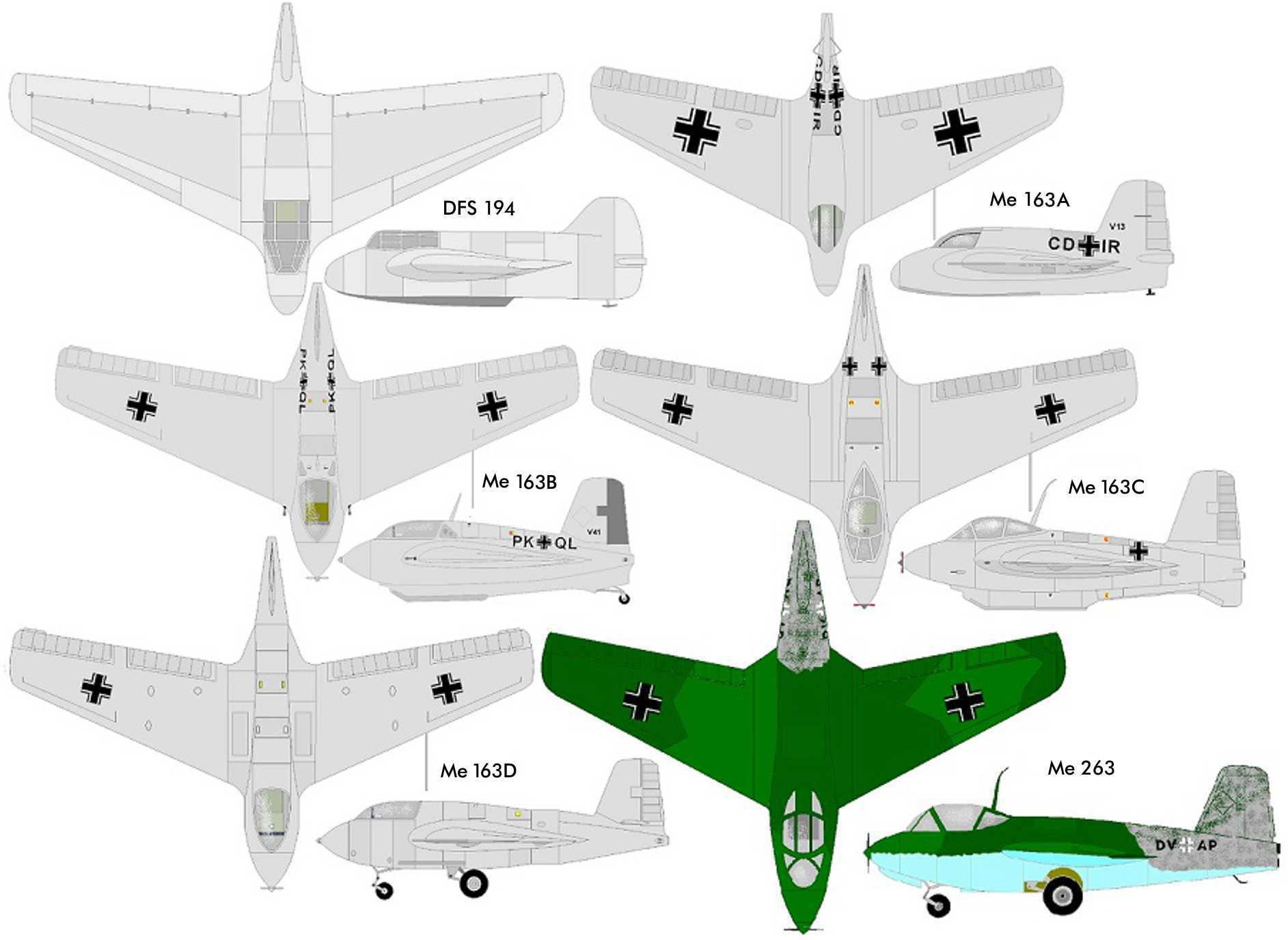
Entwicklung der Me 163

Heini Dittmar führte am 26. Juni 1942 den ersten Testflug des ersten Prototyps (Me 163 B V1, Werk-Nr. 163 10010, KE + SX) ohne Triebwerk durch. Um bei einem Ausfall Dittmars einen weiteren Testpiloten zur Verfügung zu haben, wurde Rudolf Opitz hinzugezogen. Auf dem Gelände der Erprobungsstelle der Luftwaffe (Peenemünde-West) wurde das zweite Exemplar (Me 163 B V2, Werk-Nr. 163 10011, VD - EL) auf die gleiche Weise getestet. Der dritte Prototyp ging an HWK, um ein Versuchstriebwerk einzubauen, und im November 1942 wurde der Prototyp Nr. 4 (Me 163 B V4) nach Peenemünde verbracht. Es zeigten sich erhebliche Mängel, deren offensichtlichster das Fehlen eines lenkbaren Spornrades war. Dies musste nachgerüstet werden, um die Maschine in der ersten Phase des Starts in Richtung halten zu können. Durch Änderungen an Trimm- und Landeklappen entfiel auch der ursprünglich vorgesehene Einbau von zwei zusätzlichen Gondelwaffen unter den Tragflächen, der in manchen Dreiseitenansichten auch heute noch auftaucht.
HWK gelang allerdings die Auslieferung der ersten beiden „heißen“ R-II-211-Triebwerke (spätere Bezeichnung HWK 109-509A-1) erst am 17. Juni 1943, wodurch sich der erste Versuchsflug mit eigenem Antrieb unter der Leitung von Rudolf Opitz bis zum 24. Juni 1943 verzögerte. Inzwischen hatte Dittmar bei einem Landeunfall mit einer Me 163 A schwere Wirbelsäulenverletzungen erlitten und fiel für die Flugerprobung aus.
Dieser erste Start erfolgte vor vielen Offiziellen des Dritten Reiches und wäre fast zu einer Katastrophe geworden, als wegen einer Bodenwelle das Startfahrwerk auseinanderbrach. Es gelang Opitz jedoch, das bereits beschädigte und inzwischen sehr schnelle Flugzeug von der Kufe zu starten. Lippisch war bei diesem Flug anwesend, hatte sich aber bereits von Messerschmitt getrennt und ein eigenes Konstruktionsbüro in Wiener Neustadt gegründet. Aerodynamisch war die Zelle perfekt und die noch zu lösenden Probleme lagen nun im Wesentlichen beim Erprobungskommando 16 und bei HWK.
Nach dieser ersten gelungenen Vorführung wurde der Me 163 wieder eine höhere Priorität zugeteilt und nachdem einige weitere Schwachstellen aufgedeckt werden konnten und den Testern in Peenemünde-West fünf weitere Versuchsmuster (Me 163 B V7, V8, V15, V20 und V22) zur Verfügung gestellt wurden, gelang eine Steigerung auf über 900 km/h (Me 163 B V18). Der ursprüngliche Zeitplan war zum Dezember 1943 jedoch bereits stark im Verzug.

### Erprobungs-Kommando (EK) 16
Für die Truppenerprobung und Einsatzreifmachung wurde in Peenemünde-West im März 1943 das Erprobungskommando 16 gegründet, dem später die Funkversuchsstelle 216 unter der Leitung des Elektronikexperten Gustav Korff angegliedert wurde. Korff hatte dort ein Funk-Führungsverfahren für den extrem schnell steigenden Raketenjäger zu entwickeln. Neben seinem Technischen Offizier Joseph „Joschi“ Pöhs erhielt Wolfgang Späte 23 weitere Luftwaffenpiloten zur Umschulung zugeteilt. Auch einige Zivilisten – im Wesentlichen Ingenieure und Techniker von HWK, Messerschmitt und später Klemm – waren dem EK 16 zugeteilt.
Das Erprobungs-Kommando 16 zog zunächst nach Augsburg zu den Messerschmitt-Werken um. Daraufhin erfolgte ein Umzug nach Lechfeld. Für die weitere Erprobung und Umschulung wurde zudem der Flugplatz Bad Zwischenahn ausgebaut. Korff bekam für seine Aufgaben Freya- und Würzburg-Radargeräte zugeteilt, und das EK 16 hatte auch eine eigene Jägerleitstelle, die mit Spezialisten und Funkhelferinnen besetzt war. Bald war die Personalstärke auf 800 Personen angewachsen. Das Erprobungskommando 16 bestand nach der Aufstellung des JG 400 noch bis zum 14. Februar 1945.
Leitende Offiziere des EK 16 waren:
- Major Wolfgang Späte vom Februar 1943 bis Mai 1944 bis zu seiner Kommandierung zum JG 54
- Hauptmann Toni Thaler vom Mai 1944 bis Februar 1945

Weitere bekannte Piloten des Erprobungskommandos waren Franz Medicus (leistete später Pionierarbeit für den Motorsegler-Gedanken), Albert Falderbaum und der spätere Chefredakteur der Luftfahrtzeitschrift Flug Revue, Mano Ziegler.
Späte beklagte die unzureichende Zusammenarbeit zwischen Messerschmitt, der „Abteilung L“ (Lippisch), Klemm, dem RLM und der Walter A.G. (HWK), die das Fortschreiten des Projektes erheblich verzögerten. Am 30. Dezember 1943 verunglückte zu alledem noch Spätes rechte Hand – der Technische Offizier des EK 16, Joschi Pöhs – tödlich mit einer Me 163 A nach einem Triebwerksausfall in der Startphase. Das Fahrwerk war beim Start vom Boden zurückgesprungen und hatte die Treibstoffleitungen zerstört.
Am 15. Januar 1944 leitete Späte dennoch durch einen ersten Einsatzflug die eigentliche Truppenerprobung der Me 163 B ein; die Mechaniker hatten seine Maschine (Vorserienmuster V41, Stammkennzeichen PK+QL, später „weiße 04“ beim EK 16) leuchtend rot lackiert: Das Flugzeug sollte – mit der Farbe Manfred von Richthofens als „Glücksbringer“ – den ersten Flug unter Einsatzbedingungen antreten. Es gelang zwar, die Maschine mittels Korffs Radarführung an den gegnerischen Verband heranzuführen, aber bei diesem Flug traten wieder die seit Dittmars Rekordflug ungelösten Probleme, namentlich die drei grundlegenden Fehler der Maschine mehr als deutlich zu Tage.
1. Die von HWK veranschlagte Brenndauer von 12 Minuten wurde nie erreicht, es waren in der Realität maximal 5 Minuten.
2. Beim Übergang in den Horizontalflug traten negative g-Kräfte auf, woraufhin das Triebwerk ungewollt abschaltete. Ein Wiederanlassen war erst nach einer Abkühlzeit von etwa 2 min möglich.
3. Nach dem Neustart des Triebwerkes gelang es Späte zwar, nochmals zum Gegner aufzuschließen, allerdings überschritt er dabei, wie auch schon Dittmar bei seinem Rekordflug, die kritische Machzahl der Me 163, was zu einem schlagartigen Abnicken der Maschine führte. Durch die dabei auftretenden negativen g-Kräfte schaltete das Triebwerk erneut ab, und der Gegner entkam.

Von den 40 der Luftwaffe zugesagten Maschinen erreichten nur zwei das Erprobungskommando 16, Anfang Februar 1944 waren es insgesamt sechs Me 163 A (Version mit dem kalten Walter-Triebwerk) und drei Me 163 B. Aufgrund der tiefen Temperaturen verzögerten sich die Tests weiter, dennoch wurde bereits die erste Staffel des Jagdgeschwaders 400 aufgestellt. Die Schulung der Piloten wurde durch den Mangel an Me 163 jedoch ebenso wie die Erprobung behindert, weshalb das Oberkommando der Luftwaffe den kurzfristig geplanten Kampfeinsatz der Staffel vorerst zurückstellen musste. Ein zusätzliches Problem war die sinkende Verfügbarkeit der Schleppmaschinen, welche die auswärts gelandeten Me 163 wieder zum Stützpunkt bringen sollten. Letztendlich besaß das JG 400 nur noch eine Bf 110. Fiel diese aus, stand der gesamte Flugbetrieb still. Trotz aller Schwierigkeiten war hier jedoch mit der Me 163 der erste in Serie gefertigte Raketenjäger und die erste Raketenjägerstaffel der Welt (das JG 400) in die Luftwaffe integriert worden.

### Produktion
Die Produktion begann Ende 1941 mit zehn Stück der Me 163 A, die noch sehr der DFS 194 ähnelte. 1942/43 folgten 70 Vorserienmaschinen. Von diesen wurden insgesamt 57 umgebaut – bei Messerschmitt Augsburg (MttA) drei Maschinen zu Schulflugzeugen ohne Triebwerk und eine mit einem BMW-P3390-Triebwerk sowie 53 zu Einsatzflugzeugen mit dem Walter R-II-211 (16 bei MttA und 37 bei der Leichtflugzeugbau Klemm GmbH in Böblingen (siehe: Hanns Klemm)). Bis Ende 1943 wurden von diesen Einsatzflugzeugen insgesamt 26 ausgeliefert, der Rest bis Juli 1944.
An der Serienfertigung ab Mai 1944 waren Klemm und die Junkers Flugzeug- und Motorenwerke (JFM) beteiligt, wobei Klemm die Federführung behielt. Entsprechend lieferten bis zum 30. November 1944 Klemm 133 und Junkers 14 Flugzeuge ab. Von Dezember 1944 bis März 1945 wurden noch 127 Flugzeuge gebaut, so dass insgesamt 274 Serienflugzeuge hergestellt wurden. Als Baufirma wird in den Unterlagen die BGA (vermutlich Baugesellschaft Oranienburg) genannt.
Aus der Serie wurden im Juli 1944 die ersten Flugzeuge an das JG 400 ausgeliefert, das die letzten Flugzeuge im Januar 1945 erhielt. Die letzten 89 gebauten Flugzeuge wurden mangels Bedarf direkt in die Reserve des Oberkommandos der Luftwaffe (OKL) überstellt. Dem Ergänzungs-Jagdgeschwader 2 (EJG 2) wurden im November und Dezember 1944 insgesamt 23 Einsatzflugzeuge zugeteilt.
Die Flugwerft der Deutschen Lufthansa auf dem Flugplatz Berlin-Staaken erhielt Ende 1944 den Auftrag, insgesamt 20 Serienflugzeuge zu Doppelsitzern ohne Triebwerk umzubauen. Dafür wurden ihr im November und Dezember 1944 vermutlich zwölf Flugzeuge aus der Serie zugeteilt. Das erste Flugzeug wurde im Dezember 1944, zwei im Januar und drei im Februar 1945 ausgeliefert. Drei davon erhielt das EJG 2, eine ging in die Erprobung und zwei wurden im Februar 1945 direkt in die OKL-Reserve überwiesen.
Die Lufthansa hatte einen ersten Umbau bereits im September 1944 ausgeliefert. Worum es sich bei diesem Umbau handelte, ist unbekannt. Das Flugzeug wurde dem JG 400 zugewiesen.

### Einsatz

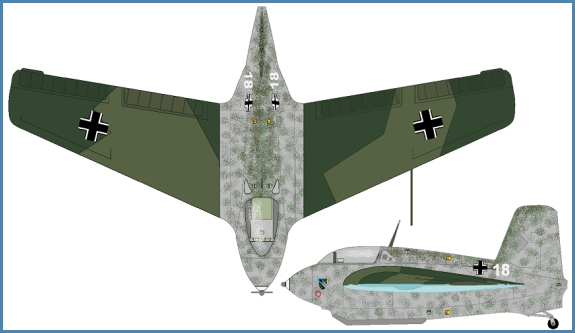
Me 163 b beim JG 400

Der erste Kampf fand am 28. Juli 1944 von der Basis der I./JG 400 in Brandis aus statt, als sechs Komet gegen eine Formation von 596 viermotorigen B-17 Flying Fortress starteten, die zu den Raffinerien von Leuna-Merseburg unterwegs waren. Es wurden zwei nicht bestätigte Abschüsse von B-17 Flying Fortress der USAAF gemeldet. Am 16. August 1944 trafen fünf Komet auf 196 Bomber der USAAF. Die erste Me 163, die sich einer B-17 näherte, wurde von deren Heckschützen abgeschossen. Eine andere Komet traf eine B-17 der 305th Bomb Group, wurde jedoch von Oberstleutnant John Murphy, dem Piloten einer P-51 Mustang, abgeschossen. Am 24. August schoss Feldwebel Siegfried Schubert zwei B-17 ab. Im September wurden weitere Erfolge verbucht, am 6. Oktober ging die erste Me 163B während eines Einsatzes verloren. Am 16. April 1945 schoss das JG 400 mit Me 163 insgesamt zwölf feindliche Flugzeuge ab. Die Kampfhandlungen dauerten von Mai 1944 bis Frühjahr 1945. Während dieser Zeit gab es 16 bestätigte Abschüsse mit 14 verlorenen Me 163. Feldwebel Siegfried Schubert war mit drei abgeschossenen Bombern der erfolgreichste Flugzeugführer. Das JG 400 verfügte jetzt über 30 Me 163 B, aber die Produktion der Maschinen sowie die Bereitstellung des Treibstoffs entsprach nicht den Erwartungen. Zudem litt die Effektivität der Me 163 unter ihrer sehr hohen Geschwindigkeit und dem Einsatzkonzept: Der Pilot hatte nur wenige Sekunden Zeit, um sein Ziel anzuvisieren und zum Schuss zu kommen. Erzielte er dabei keinen Treffer, blieb der Einsatz erfolglos, denn er konnte kein zweites Mal anfliegen und musste nach Aufbrauchen des Treibstoffs im Segelflug zur Basis zurückkehren.

### Sonderwaffen
Dieses Problem sollte gemildert werden, indem die Anforderungen an den Piloten und den Anflug durch ein automatisch funktionierendes Waffensystem gesenkt wurden. Die Idee zu dieser Waffe ging laut Späte auf eine Anregung von Gustav Korff – den Elektronikspezialisten des EK 16 – zurück und wurde zunächst als Bordwaffensystem „Zossen“ bezeichnet. Dazu wurde in den Tragflächen im Rippenfeld zwischen Trimmklappen und Elevons eine Reihe von vier nach oben und leicht nach hinten gerichteten einschüssigen rückstoßfreien Geschützen vom Kaliber 50 mm montiert, die jeweils eine dünnwandige Minen-Granate enthielten (die sogenannte SG 500 „Jägerfaust“). Der Abschuss der Waffen erfolgte automatisiert durch einen nach oben gerichteten modulierten Infrarotsender und eine auf diese Frequenz abgestimmte Fotozelle. Der Pilot musste nun lediglich unter dem Bomberverband hindurchfliegen und die Waffe aktivieren. Kreuzte ein über ihm fliegendes Flugzeug den Infrarotstrahl, löste das reflektierte Signal die Waffen aus. Diese Vorrichtung wurde erfolgreich mit einer Fw 190 und von Leutnant Hachtel in der Me 163 B erprobt, indem er unter einem zwischen zwei Ballons gespannten, zwei Meter breiten Stoffband hindurch flog. Nachdem dies erstaunlich gut funktioniert hatte, wurden bei HASAG in Leipzig 32 Einbausätze für den Umbau beim JG 400 hergestellt. Durch den Umzug des JG 400 nach Brandis verzögerten sich jedoch die Einbauarbeiten; es kam nicht mehr zum verbreiteten Einsatz und es konnte damit die Abschussquote der Me 163 nicht erhöht werden. Erst am 10. April 1945 kam es zum einzigen Einsatz (Pilot Fritz Kelb), bei dem ein Lancaster-Bomber (andere Quellen nennen eine Halifax) abgeschossen und einige andere aus der Formation beschädigt wurden.

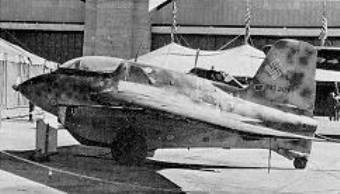
Eine Me 163B (1945)

Bis zum Ende des Jahres 1944 standen 64 Maschinen zur Verfügung. Bis zum Anfang 1945 sank die Zahl einsatzbereiter Me 163 jedoch durch Bruchlandungen und fehlgeschlagene Einsätze drastisch. Bei den Piloten erlangte die Me 163 den Ruf einer Todesfalle, denn oft schlug sie bei der Landung so hart auf, dass ihre Landekufe brach und sich dabei unverbrannte Treibstoffreste entzündeten. Ein Hauptproblem blieb das sofortige Aussetzen des Antriebes bei schon geringsten negativen g-Kräften, was Wolfgang Späte in seinem Buch „Der Streng Geheime Vogel“ auf einen Sicherheitsmechanismus des Walter-Triebwerkes zurückführt, der eine Explosion des Triebwerkes bei ungleichmäßiger Treibstoffzufuhr verhindern sollte. Es sind auch mehrere Berichte von Triebwerksausfällen während des Startvorganges bekannt. Einer davon kostete den Geschwader-TO des EK 16 Joschi Pöhs das Leben, ein weiterer den erfolgreichsten Piloten des JG 400, Feldwebel Siegfried Schubert. Zumindest zwei Maschinen explodierten vollbetankt an ihren Startstellen, vermutlich wegen Undichtigkeiten im Treibstoffsystem. Insgesamt kamen mehr Piloten durch Unfälle als durch Feindeinwirkung ums Leben.

### Weiterentwicklungen

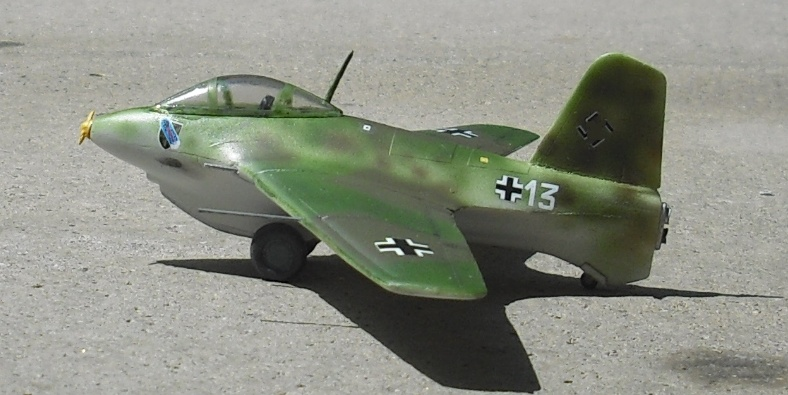
Modell der Me 163 C

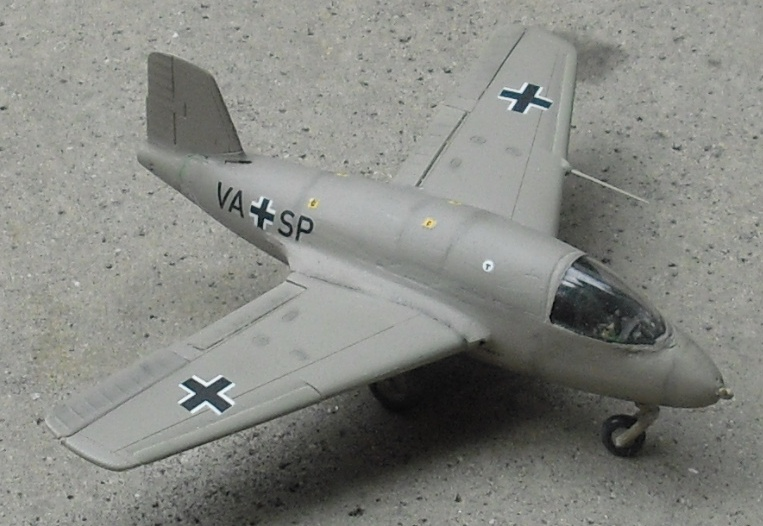
Modell der Me 163 D

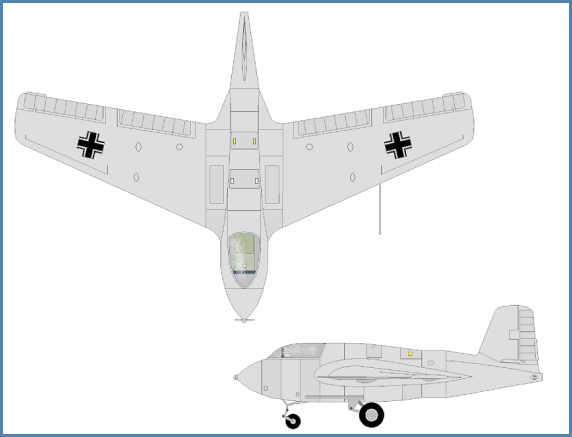
Zeichnung der Me 163 D

Die Me 163 C sollte eine größere Reichweite, bessere Rundumsicht und stärkere Bewaffnung (vier MK 108) erhalten. Die Projektarbeiten begannen im Januar 1942. Der Rumpf war wieder in Leichtmetall- und Stahlbauweise gefertigt, die äußeren Tragflächen bestanden wie gehabt aus Holz in Schalenbauweise. Im Januar 1943 begann der Bau der ersten Maschine. Vorgesehen war ein HWK-109-509-C-Triebwerk mit einer zusätzlichen Brennkammer von 300 kp Schubkraft für den Marschflug. Es ist nicht nachweisbar, ob je eine Me 163C fertiggestellt wurde. Obwohl mit der Me 263 eine leistungsfähige Alternative vorlag, gingen möglicherweise die Arbeiten bis zum Februar 1945 weiter.
Im Juli 1944 erreichte Heini Dittmar mit der Me 163 B V18 VA+SP eine Geschwindigkeit von 1130 km/h. Die Me 163 B V18 wurde nach Witterungsschäden mit den Flächen der Me 163 B V32 ausgerüstet und dann zum Versuchsträger für die Me 163 D umgebaut. Bei der Me 163 D wurde der Rumpf mittels zweier etwa 1 m langer Zwischenstücke vor und hinter den Tragflächen verlängert und dieser mit einem starren Bugradfahrwerk versehen. Diese Maßnahme verlieh dem Rumpf eine etwas unstete Kontur. In dieser Form diente sie als Versuchsträger für die Me 263/Ju 248. In dem hervorragend recherchierten Doppelband von Ransom/Cammann wird sie als „Me 163 D V1/Ju 284 V1“ bezeichnet. Einige Originalfotos sind bei Dressel/Griehl zu finden. Für die Erprobung der HWK 109-509-C wurde die Me 163 B V6 umgebaut, wobei das Spornrad etwas nach vorne an die Schräge der Kielflosse verlegt wurde, um der Marschbrennkammer Platz zu machen.
Die Me 163 C und die Me 263 sollten einige der Schwächen der B-Serie ausmerzen. Die schlimmsten davon blieben die unzureichende Mobilität am Boden und die zu geringe Brenndauer. Die Messerschmitt AG hatte jegliches Interesse an dem Raketenflugzeug verloren, daher erhielten die Junkers-Werke in Dessau im Spätsommer 1944 den Auftrag, den Nachfolger zu bauen. Das Cockpit war als Druckkabine ausgeführt, die Tragflächen wurden von der Me 163 B übernommen. Die Maschine hatte ein einziehbares und lenkbares Fahrwerk. Am Bug befand sich nun eine dreiflügelige Generatorschraube. Auch bei der Me 263 kam das Triebwerk mit Marschbrennkammer zum Einbau. Zwei Prototypen wurden fertiggestellt.
Die Projektbezeichnung war Ju 248, die Tarnbezeichnung „Flunder“. Etwa im Dezember 1944 wurde die Maschine in Me 263 umbenannt. Teilweise wurde aber die Bezeichnung 8-248 weitergeführt.

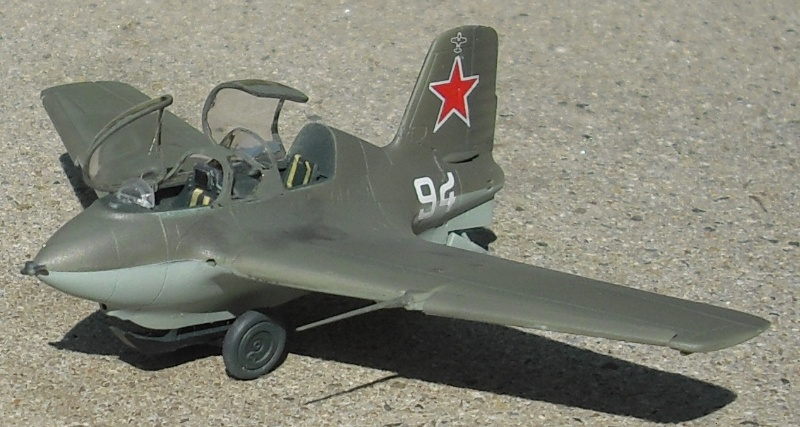
Modell der Me 163 S in sowjetischen Diensten

Eine von der Sowjetunion erbeutete Schulversion Me 163 S wurde 1945/46 von Mark Gallai ohne Antrieb getestet. Dazu wurde die dort „Karausche“ genannte Maschine von einer Tu-2 im Schleppflug in die Luft befördert und nach dem Ausklinken des Schleppseils wie ein Segelflugzeug geflogen. In den USA diente eine B-29 als Schleppflugzeug und in Großbritannien eine Supermarine Spitfire. Triebwerksflüge wurden nach dem Kriegsende nicht mehr durchgeführt.
In Japan wurde gegen Ende des Krieges mit der Mitsubishi J8M eine Lizenzversion der Me 163 gebaut. Beim Versuch, die Unterlagen mit zwei U-Booten nach Japan zu bringen, gingen beide Boote verloren. Daher ähnelte die Mitsubishi J8M der Me 163 B zwar stark, wies aber einige deutliche Unterschiede auf. Es fand nur ein Probeflug dieses Nachbaus statt. Anders als in Deutschland, wo die Grundausbildung der Me-163-Piloten auf den Segelflugzeugen DFS Kranich und DFS Habicht stattfand, wurde in Japan mit der Yokosuka MXY-8 (Armeebezeichnung Ku-13) ein leichtes, dem Einsatzflugzeug äußerlich recht ähnliches Schulsegelflugzeug gebaut.
Die Me 163 diente auch als Ausgangspunkt für die Entwicklung der Flugabwehrrakete Enzian.

### Höhenflug und Flugmedizin
Die großen erreichbaren Höhen und die für die damalige Zeit sehr hohe Steigleistung der Me 163 B, welche die der Propellermaschinen um etwa das Zehnfache übertraf, verursachte neue bisher wenig beachtete Probleme. Zusätzlich zu den Belastungen durch die Kräfte beim Start, Steigflug und der Landung konnten den Piloten nun Gasansammlungen im Darm Probleme bereiten. Durch die schnelle Luftdruckverminderung beim Steigflug dehnten sich die Gase aus, was zu einem Barotrauma des Verdauungstrakts führen konnte, in milderen Fällen führte dies zu kolikartigen Schmerzen. Diese wurde durch den Umstand gefördert, dass die Me 163 B über keine Druckkabine verfügte. Um dies zu verhindern, musste auf blähende Nahrungsmittel verzichtet werden – die sogenannte Höhendiät. Der E-Stellenleiter Wolfgang Späte musste seinen ersten scharfen Flug mit der Me 163 B in 8000 Metern Höhe wegen unerträglicher Schmerzen durch Blähungen abbrechen und im Sturzflug auf 3000 Meter fallen. Eine andere Gefahr stellte das Barotrauma des Mittelohrs, der Stirn- und Nebenhöhlen dar.
Trotz der Atmung von reinem Sauerstoff ab 8.000 Metern Höhe konnte die Höhenkrankheit nur sicher bis 12.000 Meter Höhe vermieden werden. Erst mit der Einführung von Druckkabinen oder Höhenschutzanzügen konnte die 12.000-m-Grenze sicher überschritten werden, da über dieser Luftdruckhöhe trotz hundertprozentiger Sauerstoffatmung kein ausreichend hoher Partialdruck mehr erreicht werden kann. Die Me 163 B verfügte über keine Druckkabine, erst bei dem Nachfolgemodell Me 263 war eine solche vorgesehen. Hält sich ein Mensch länger ungeschützt in großen Höhen auf, besteht die Gefahr, dass im Blut gelöster Stickstoff ausperlt. Dies hat die sogenannte Dekompressionskrankheit zur Folge. Im KZ Dachau wurden 1942 in einer Unterdruck-Kammer mit KZ-Häftlingen Menschenversuche durchgeführt. Hierbei gelangte man zu der Überzeugung, dass der Mensch in größeren Höhen als 12.000 Metern selbst bei der Atmung reinen Sauerstoffes nicht existieren könne. Aufklärer wie die Junkers Ju 86 R-1 erreichten zwar zu dieser Zeit bereits Höhen über 14.000 Metern, dies war jedoch nur mit der Hilfe einer Druckkabine möglich. Im KZ Dachau wurden hierzu Versuche durchgeführt, bis zu welcher Höhe ein Pilot im Notfall abspringen und diesen Notausstieg auch überleben konnte. Dabei wurde eine Höhe von 18.000 Metern ermittelt, die noch unbeschadet überstanden werden konnte, indem man sich schnell genug auf 4.000 Meter Höhe fallen ließ. Hierzu wurden solche Notausstiege in großen Höhen mittels Druckänderung bis herunter auf Normaldruck simuliert. Bei einer Höhe von 4.000 Metern mussten die Versuchsteilnehmer einen roten Knopf betätigen, der die simulierte Fallschirmauslösung darstellte. Bei diesen Versuchen kamen 70 bis 80 Menschen ums Leben. Es wurden Höhen bis zu 21.000 Meter simuliert, in Höhen über der sogenannten Armstrong-Grenze (in etwa 19.000 Metern Höhe) besteht ohne Druckanzug keine Überlebenschance. Dennoch wurden mit der Me 163 Höhen bis zu 14.000 Metern erreicht, wobei sich der Pilot bereits tief im lebensbedrohenden Bereich befand.

### Einsatzspektrum und Mängel
Die Me 163 war als Abfangjäger zum Objektschutz von strategisch wichtigen Einrichtungen vorgesehen. Aufgrund ihrer herausragenden Steigleistung und Geschwindigkeit sollte sie anfliegende feindliche Flugzeuge schnell erreichen und bekämpfen. Das Flugzeug ließ sich nach Aussagen von Piloten wie dem britischen Testpilot Eric Melrose Brown hervorragend steuern und war eine gute Waffenplattform. Allerdings behinderten die hohe Anfluggeschwindigkeit auf das Ziel (die Piloten hatten nur sehr kurz Zeit zum Zielen), die geringe Schussfolge der MK 108 sowie deren niedrige Mündungsgeschwindigkeit sowie die kurze Einsatzdauer (etwa 4,5 bis 5 Minuten unter Volllast) größere Erfolge. Der Jäger kam erst spät in vergleichsweise geringer Stückzahl zum Einsatz, weshalb die Me 163 keinen wesentlichen Einfluss auf den Ausgang des Krieges haben konnte. Die Me 163 war das schnellste Flugzeug des Zweiten Weltkriegs. Die Steigzeit auf 10.000 m betrug nur 3,2 Minuten.
Ein typischer Einsatz des Raketenjägers lief folgendermaßen ab:

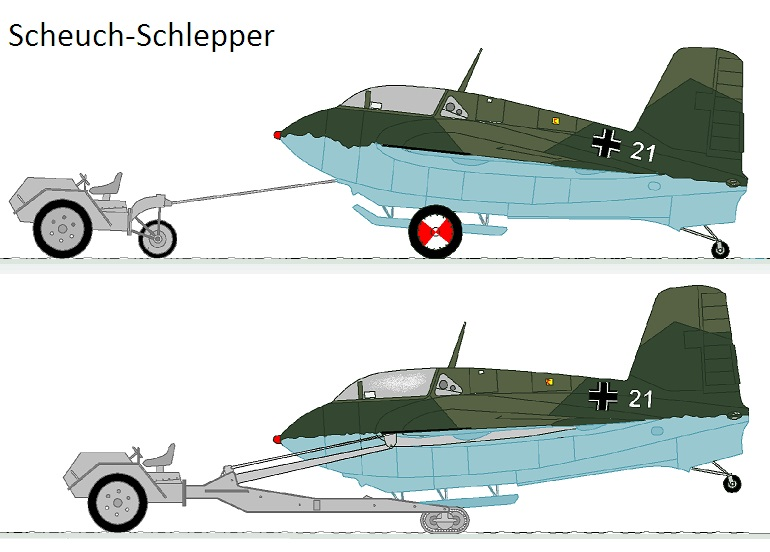
Scheuch-Schlepper mit Schleppstange (oben) und hydraulischen Hubarmen zum Transport der Me 163 ohne Rollwerk nach der Landung (unten)

1. Transport zur Startposition mit Hilfe eines dreirädrigen Scheuch-Schleppers mit Schleppstange
2. Inbetriebnahme des Dampfanlassers, der die Treibstoffförderpumpen in Gang setzte
3. Start mit Hilfe eines zweirädrigen Rollwerks, das in fünf bis sieben Metern Höhe abgeworfen wurde. Danach beschleunigen auf ca. 700 km/h
4. Schnelles Steigen mit 700 km/h bis über die Höhe des Angriffsziels
5. Bekämpfung des Ziels im Gleitflug oder mit stark reduzierter Triebwerksleistung (Resttreibstoff)
6. Gleitflug zum Landeplatz
7. Landung auf der zentralen Kufe und dem lenkbaren Spornrad
8. Rückführung zum Nachtanken mittels eines weiteren Scheuch-Schleppers mit hydraulischen Hubarmen
9. Montage des Startfahrgestells mittels eines handbetätigten hydraulischen Hubwagens (Steinbock „Herkules II“)
10. Spülung des Antriebssystems mit klarem Wasser mittels der internen Treibstoffförderpumpen
11. Neubetankung durch zwei verschiedene Tankfahrzeuge für C-Stoff und T-Stoff und Munitionsergänzung

Allein die auf die Me 163 abgestimmte komplexe Infrastruktur der Einsatzplätze mit reichlich Wasseranschlüssen, treibstoffresistenten Erdtanks, Triebwerksprüfständen, Spezialfahrzeugen etc. machte den Einsatz des Flugzeugs ineffektiv. Zudem mussten für den Bahntransport der Treibstoffe spezielle Kesselwagen zur Verfügung stehen.
T-Stoff wurde 1944 für viele andere Zwecke benötigt, zum Beispiel für die Turbo-Pumpen der A4-Großraketen und die Walter-Katapulte der Fi 103. Dazu kam, dass nur Hoechst in Gersthofen den C-Stoff herstellte und dieser Standort ausgebombt worden war. Somit mussten alle verfügbaren Treibstoffreserven von den vorbereiteten Einsatzplätzen nach Leipzig-Brandis verfrachtet werden, dem letzten Einsatzplatz des JG 400. Brandis war aber eigentlich nicht für den Einsatz der Me 163 vorgesehen, so dass es beispielsweise dort keine Lagertanks für die Treibstoffe gab.
Aufgrund der Pannen und der Verfehlung des Einsatzzwecks (die Me 163 erzielte nur neun bestätigte Abschüsse US-amerikanischer Bomber) erhielt das JG 400 im März 1945 den Befehl zur Auflösung; im April fanden die letzten nachweisbaren Einsatzflüge statt. Die erfahreneren Piloten des JG 400 wurden – laut Späte – beim JG 7 in Prag auf der Messerschmitt Me 262 – dem ersten einsatzfähigen Strahlturbinen-Jäger der Geschichte – eingesetzt. Über 350 Me 163 (mit Prototypen und Versuchsmustern) waren gebaut worden.

## Konstruktion

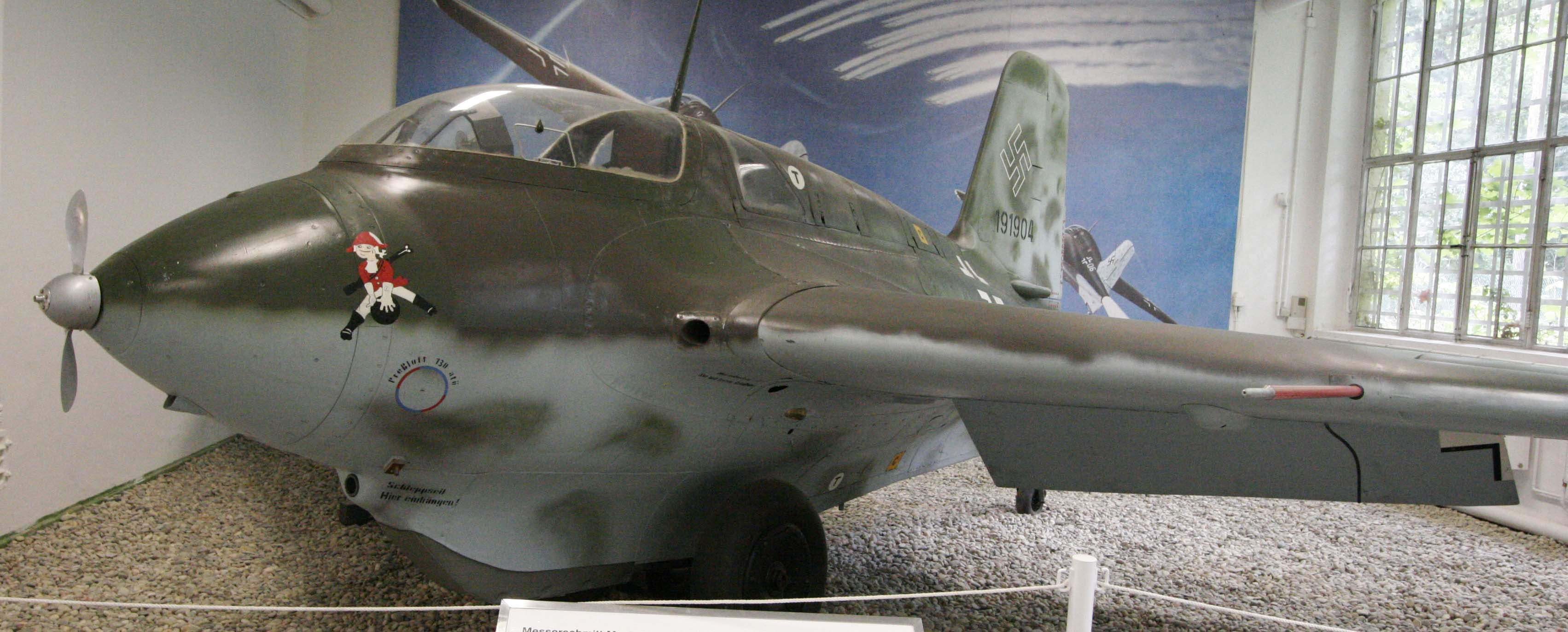
Me 163 mit ausgefahrenen Landeklappen in Gatow, 2005

Dreiseitenriss

Die folgenden technischen Angaben beziehen sich auf die Bauserie Me 163 B.

### Tragflächen
Die Me 163B war als freitragender Mitteldecker in Holzbauweise mit einer 8-mm-Sperrholzbeplankung der Tragflächen konzipiert. Zwischen den Rippen 2 und 7 (vom Rumpf weg gezählt) waren Tanks vorgesehen. Die zweiholmigen Tragflächen waren zweiteilig in Trapezform gestaltet und durch jeweils drei Bolzen mit dem Rumpf verbunden. An den Flügelunterseiten befanden sich hydraulisch betätigte Landeklappen mit zusätzlicher Aluminiumbeplankung. An den Hinterkanten der Innenflügel war jeweils eine stoffbespannte Trimmklappe vorgesehen.
An den Außenflügeln befanden sich ab der Me 163 A V5 feste Vorflügel (nach damaliger Sprechweise sogenannte C-Schlitze). Bei der ersten Me 163A (V4, KE+SW) waren es noch automatische Vorflügel nach Art der Bf 109 gewesen. Mit einer Me 163A wurden Versuche für den Einsatz von R4M-Raketen durchgeführt, bei der Einsatzmaschine Me 163 B war eine derartige Installation aufgrund der deutlich größeren Landeklappen auf den Flügelunterseiten jedoch nicht möglich. Der Flügel war innen am Anschlusspunkt mit einem 14 % dicken S-Schlagprofil mit 1,8 % Wölbung versehen, das nach außen auf ein 10 % dickes symmetrisches Profil überging. Zusätzlich war der Flügel um etwa 6,5° geschränkt.

### Rumpf
Der Ganzmetall-Schalenrumpf wurde in Leichtmetallbauweise gefertigt und war im Wesentlichen in fünf Sektionen unterteilt:
- gepanzerter Rumpfbug
- vordere Baugruppe
- obere Abdeckung
- rückwärtige Baugruppe
- Heck

Das Heckteil samt Seitenleitwerk war vollständig abnehmbar, um eine bessere Zugänglichkeit zum Triebwerk zu gewährleisten. Ansonsten waren sämtliche Abdeckungen in der mittleren Sektion mit Schnelltrennverschlüssen abnehmbar. Prinzipiell bestand der Rumpf aus einem spindelförmigen Grundkörper, auf den die Flügel-Rumpfübergänge, der Rumpfrücken und der Kufenkasten aufgesetzt waren. Die Tragflächenübergänge waren aerodynamisch sorgfältig durchkonstruiert und trugen erheblich zum Gesamtauftrieb des Nurflügels bei. In ihnen waren auch die Bordwaffen untergebracht. Das Cockpit war durch eine Bugpanzerung mit 15 mm Stärke und eine Panzerglasscheibe mit 90 mm Stärke sowie mit einer Kopf- und Schulterpanzerung von 13 mm und einer Rückenpanzerung von 8 mm geschützt.

### Leitwerk
Die stoffbespannten kombinierten Elevons an der Hinterkante des Außenflügels verfügten lediglich über sogenannte Bügelkanten, um bauliche Ungenauigkeiten auszugleichen.
Die Überlagerung der Ruderausschläge erfolgte durch einen mechanischen Mischer im Rumpf. Die Steuerflächen waren als „Flügel hinter dem Flügel“ ausgelegt, massenausgeglichen und in ihrem aerodynamischen Neutralpunkt aufgehängt. Durch diesen Kunstgriff Lippischs ließ sich die Maschine im Gegensatz zu fast allen anderen Jagdflugzeugen des Zweiten Weltkrieges auch bei Höchstgeschwindigkeit mit erträglichem Kraftaufwand steuern.
Die Trimmung um die Querachse erfolgte durch die inneren Flügelklappen, die mittels eines Handrades auf der linken Seite des Cockpits verstellt werden konnten und die Nurflügel-typisch das Profilmoment des Flügelprofils veränderten. Aus diesem Grund waren die Landeklappen als momentfreie Spreizklappen an der Flügelunterseite bei etwa 50 % der Flügeltiefe beweglich gelagert und endeten kurz vor dem Hilfsholm, an dem Elevons und Trimmklappen angeschlagen waren. Das zentrale Seitenleitwerk wurde in Vollholzbauweise aufgebaut, die Seitenflosse wurde mit Sperrholz beplankt, das Seitenruder mit integrierter Trimmkante wurde mit Stoff bespannt.

### Fahrwerk

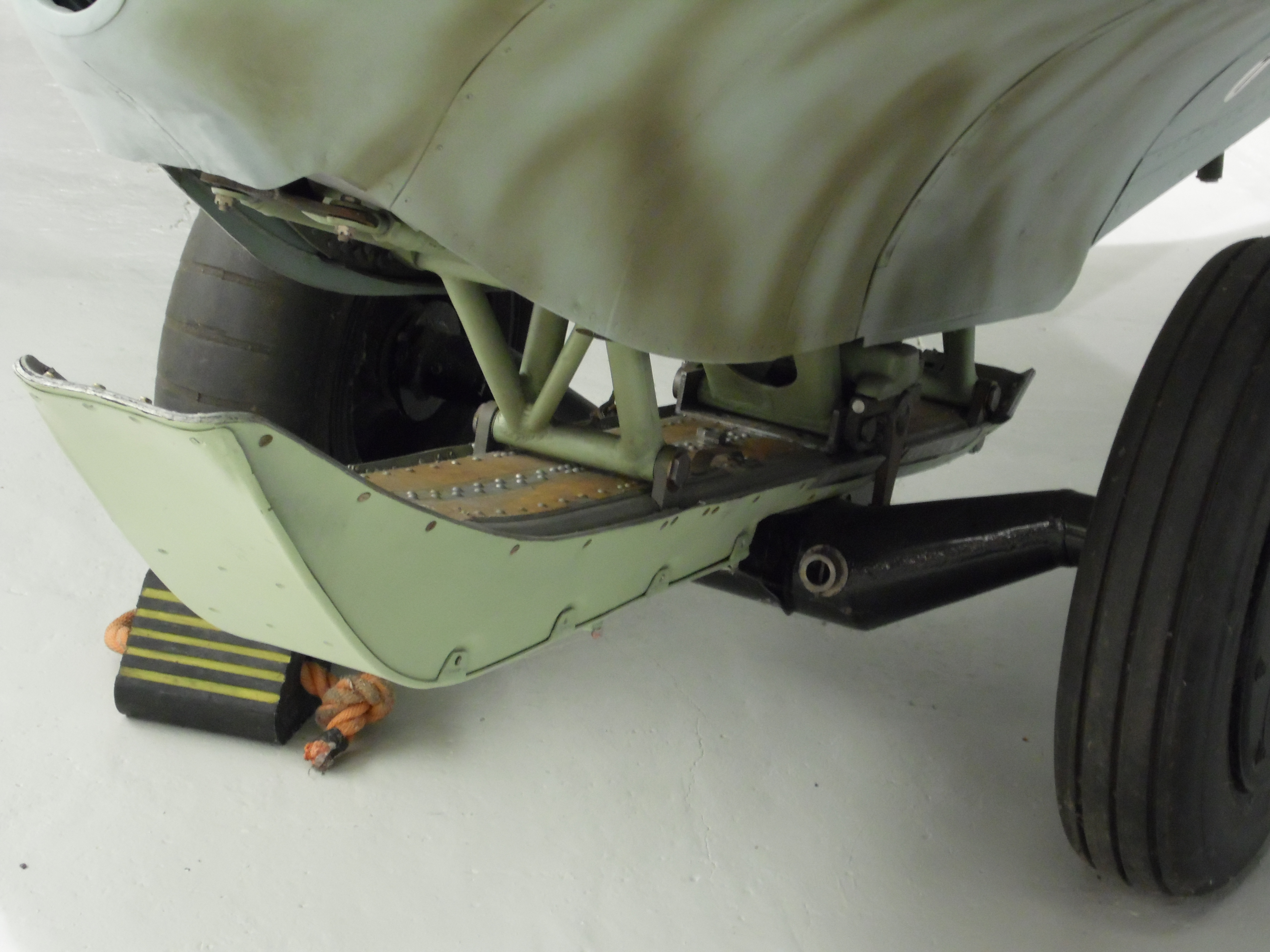
Rollwerk und Landekufe

Das Rollwerk der Me 163 mit einer Spurweite von 1,50 m und einer Bereifung von 700 mm × 175 mm konnte nach dem Start abgeworfen werden und hatte ein Gewicht von etwa 80 kg. Zur Landung stand eine Landekufe aus Duralblech mit einer Gleitfläche aus Stahlblech zur Verfügung, zusätzlich war die Maschine mit einem pneumatisch-hydraulisch ausfahrbaren Spornrad versehen (Bereifung: 260 × 85 mm). Um die Ausrutschstrecke auf feuchten oder verschneiten Grasplätzen zu verkürzen, wurden unter der Kufe teilweise fischgrätenartig Stahlstreifen angeschweißt (sogenannte Riffelkufe). Auch die aerodynamische Verkleidung des Heckrades erwies sich im Einsatz als unzweckmäßig und wurde deshalb meist weggelassen.

### Triebwerk

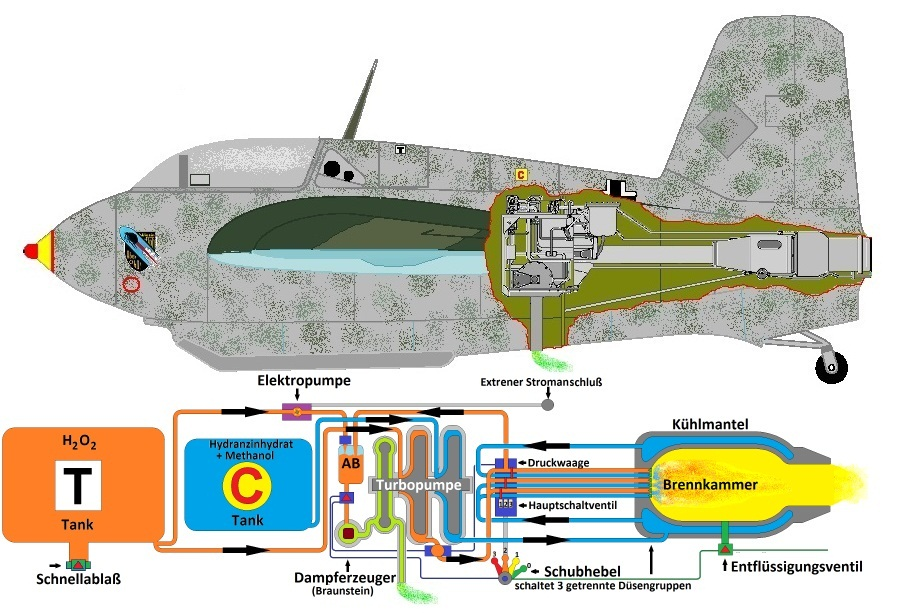
Einbau und Funktion (schematisch)

In ersten Varianten der Me 163 wurde ein Triebwerk Walter-HWK-109-509 A-1 mit einem in fünf Stufen (Aus, Leerlauf, 1, 2, 3) regelbaren Schub von 100 bis 1600 kp eingebaut. Bei der Variante Me 163 B-1 wurde ein HWK-109-509-B-Triebwerk mit einem Schub von 100 bis 1600 kp verwendet. Der T-Stoff wurde in drei Tanks im Rumpfsegment der Maschine mitgeführt, der C-Stoff war in vier Tanks in den Tragflächen untergebracht.
Die Maschine hatte nach Späte eine Treibstoff-Gesamtkapazität von ca. 2000 kg die für ca. 4-5 min. Vollschub reichten. 
Da die beiden Treibstoffe bei Kontakt miteinander selbstentzündlich waren, musste bei jedem Tankvorgang extrem vorsichtig gearbeitet werden. Allerdings waren beide Treibstoffkomponenten wasserlöslich und im verdünnten Zustand relativ ungefährlich. Vor dem Tanken mussten Motorraum und das Triebwerk intensiv mit Dampf und Wasser von Treibstoffresten des letzten Einsatzes gereinigt werden. Dann erst konnte der C-Stoff-Tankwagen vorfahren und Treibstoff übergeben. Danach mussten wieder alle Oberflächen am Flugzeug und am Boden mit viel Wasser gereinigt werden. Schließlich kam der T-Stoff-Tanker (Opel „Blitz“ Typ „S“) und übergab seine Ladung.

### Militärische Ausrüstung

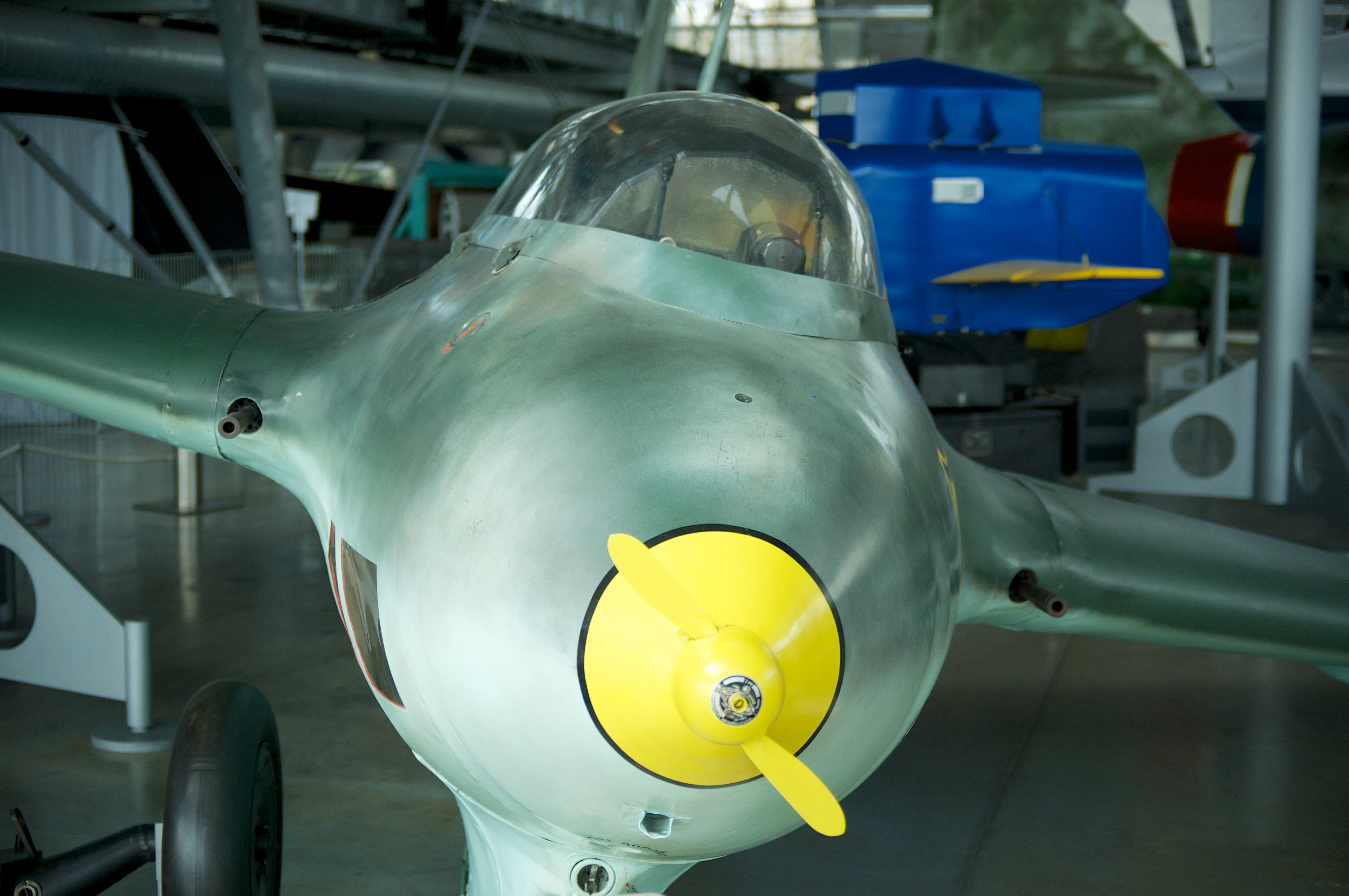
Me 163 B im Deutschen Museum, Flugwerft Schleißheim

Zusätzlich zu der in der unten angefügten Tabelle erwähnten Bewaffnung wurde die Me 163 noch mit einem Revi-16b-Standardvisier (Reflex-Visier) sowie mit einem Sende- und Empfangsgerät FuG (Funk-Gerät) 16E mit FuG-16ZE-Einbausatz und mit einem Freund-Feind-Kenngerät FuG 25a ausgerüstet.
Der Strom hierfür sowie für die Förderpumpe des Dampfanlassers wurde von einem Generator in der Rumpfspitze geliefert, der von einer kleinen Stauluftturbine (die sogenannte Seppler-Schraube) angetrieben wurde, sobald das Flugzeug in Bewegung war. Am Boden war für die Stromversorgung eine externe Batterie oder ein Generatorwagen (Bosch „Anlasswagen“) nötig.

### Technische Daten
| Kenngröße                                                                   | DFS 194    | Me 163A     | Me 163B                            | Me 163C         | Me 263        |
| --------------------------------------------------------------------------- | ---------- | ----------- | ---------------------------------- | --------------- | ------------- |
| Besatzung                                                                   | 1          | 1           | 1                                  | 1               | 1             |
| Länge [m]                                                                   | 7,20       | 5,60        | 5,70                               | 7,04            | 7,89          |
| Höhe [m]                                                                    |            | 2,22        | 2,75                               | 2,75            | 3,17          |
| Spannweite [m]                                                              | 9,30       | 8,85        | 9,30                               | 9,80            | 9,50          |
| Pfeilung [°]                                                                |            | 23,5        | 23,5                               | 23,5            | 23,5          |
| Flügelfläche [m²]                                                           | 17,5       | 17,5        | 19,6                               | 20,5            | 17,8          |
| Flügelstreckung                                                             | 4,9        | 4,5         | 4,4                                | 4,7             | 5,1           |
| Flächenbelastung [kg/m²]                                                    |            | 137         | 220                                | 248,8           | 286,5         |
| Leermasse [kg]                                                              |            | 1450        | 1980                               | 2200            | 2210          |
| Startmasse [kg]                                                             | 2100       | 2400        | 4310                               | 5100            | 5100          |
| Triebwerk                                                                   | HWK RI-203 | HWK RII-203 | HWK 109-509 A-1                    | HWK 109-509 A-2 | HWK 109-509 C |
| Schubkraft [kp]                                                             | 400        | 750         | 1600                               | 1700 + 300      | 2000 + 400    |
| Höchstgeschwindigkeit [km/h]                                                | 550        | 920         | 900                                | 950             | 1000          |
| Landegeschwindigkeit [km/h]                                                 | 120        | 160         | 160                                | 160             | 145           |
| Flugdauer (* nur Hauptbrennkammer / ** Einsatz der Marschbrennkammer) [min] |            | 7,5         | 5*                                 | 12**            | 15**          |
| Dienstgipfelhöhe [m]                                                        |            | ≈6.000      | 12.000                             | 16.000          | 16.000        |
| Reichweite [km]                                                             |            |             | 80                                 | 120             | 200           |
| Startstrecke [m]                                                            |            | 1200        | 800                                |                 |               |
| Landestrecke [m]                                                            |            |             | 600                                |                 |               |
| Bewaffnung                                                                  | –          | –           | B-0: 2 × MG 151/20 B-1: 2 × MK 108 | 2 × MK 108      | 2 × MK 108    |

### Erhaltene Flugzeuge

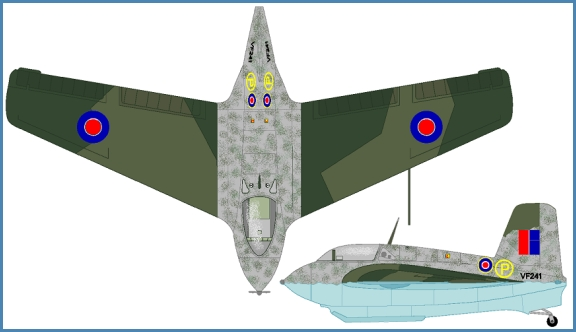
Zeichnung der von Eric Brown geflogenen Me 163 B

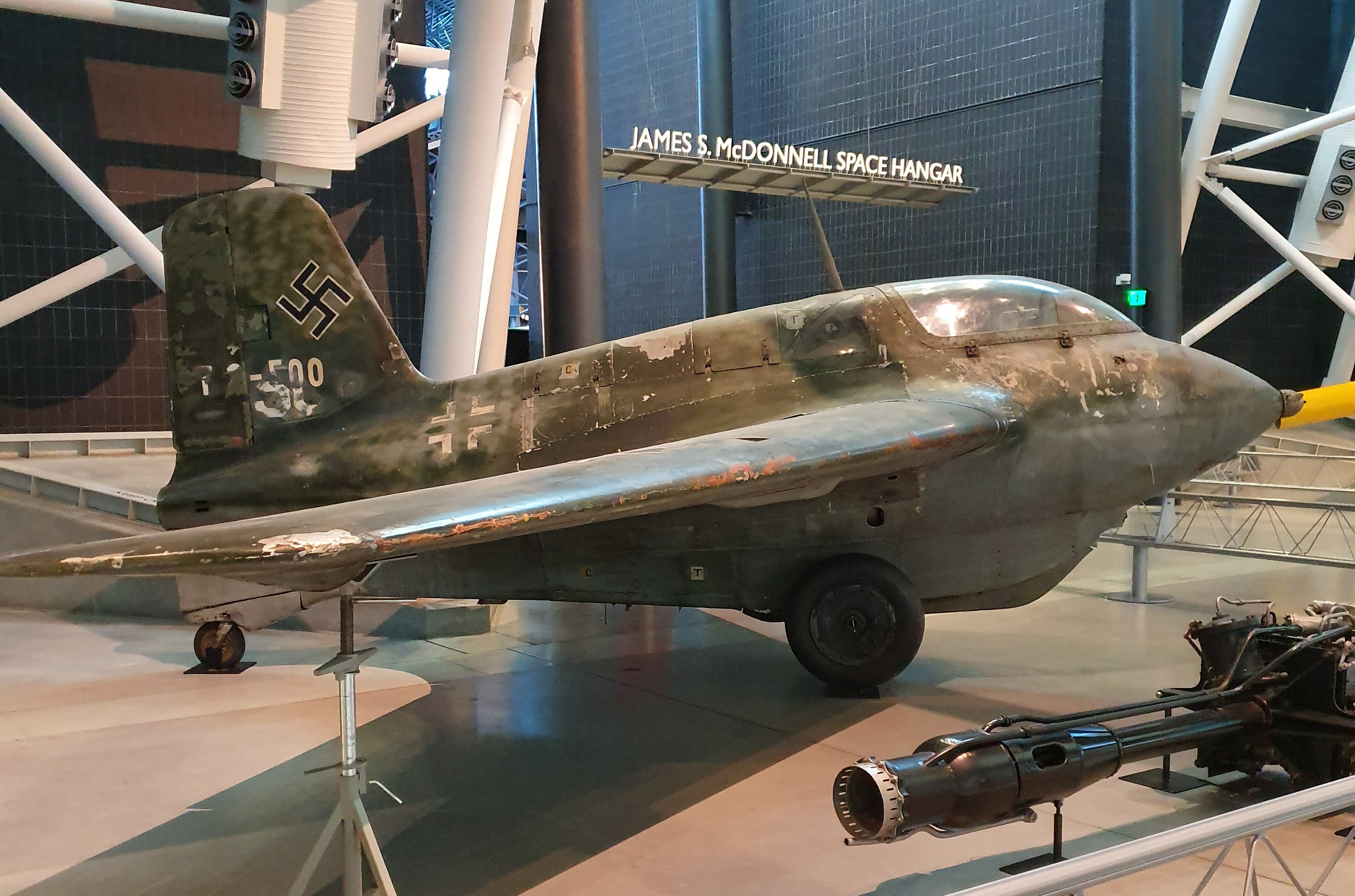
Me 163 B-1 (Werk-Nr. 191 301)

Bei Kriegsende wurde praktisch eine ganze Staffel Me 163 B (darunter auch die Me 163 B V1 KE+SX) in Husum erbeutet und davon 24 Exemplare nach England verschifft. Die Flugzeuge wurden in Großbritannien, den USA und der Sowjetunion teilweise intensiv nachgeflogen. Bei Hochgeschwindigkeits-Landeversuchen ging vermutlich 1947 die letzte Me 163 im Flugbetrieb zu Bruch, der Pilot war Eric Melrose Brown. Von den verbliebenen Maschinen sind noch mindestens zehn erhalten, davon fünf in Europa.
In Deutschland sind je ein Flugzeug im Militärhistorischen Museum der Bundeswehr auf dem Flugplatz Gatow in Berlin und in der Flugwerft Schleißheim des Deutschen Museums bei München ausgestellt. Vom Exemplar des Deutschen Museums wurde im März 2019 im Fraunhofer Entwicklungszentrum Röntgentechnik EZRT ein XXL-CT Scan angefertigt, um die bislang ungeklärte Herkunft des Flugzeuges und seine Werknummer zu klären. Die Ergebnisse sollen in der derzeit im Aufbau befindlichen Ausstellung präsentiert werden.
Die Me 163 B-1 (Werk-Nr. 191 614) ist im Royal Air Force Museum, dem Luftwaffenmuseum des Vereinigten Königreichs im Norden Londons ausgestellt und eine weitere Me 163 B im National Museum of Flight in East Lothian nahe Edinburgh. Je eine Maschine befindet sich im Science Museum in London, im National Air and Space Museum (Werk-Nr. 191 301) bei Washington, im National Museum of the United States Air Force in Dayton und im Flying Heritage & Combat Armor Museum in Everett. In Kanada ist eine weitere Maschine im Canada Aviation and Space Museum ausgestellt.

### Flugfähiger Nachbau

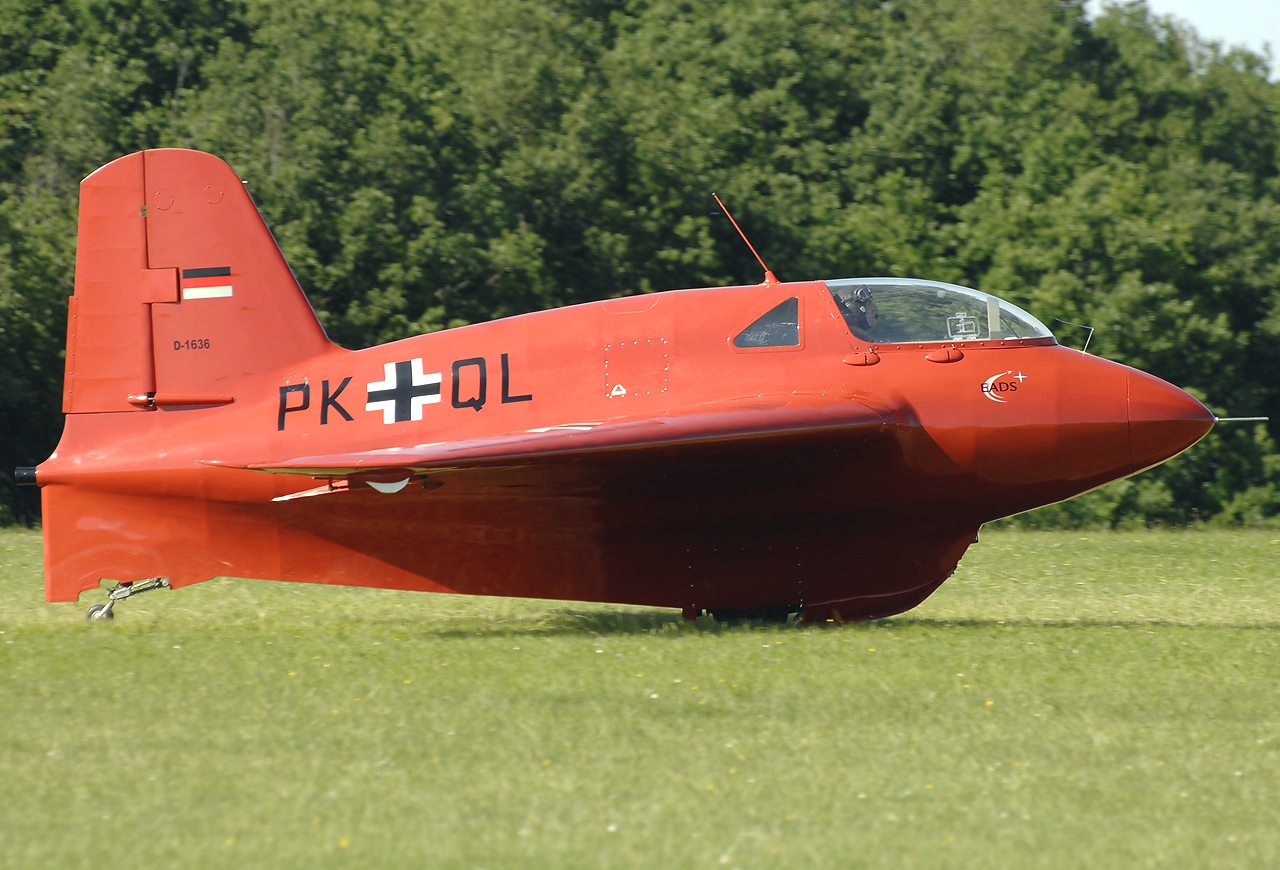
Antriebslose Replik der Me 163, 2009

1994–1996 baute der Flugzeugbauer Josef Kurz eine antriebslose flugfähige Replik der Me 163 in Originalgröße, die mit dem Luftfahrzeugkennzeichen D-1634 auf zahlreichen Flugtagen zu sehen war. Das Flugzeug gehört inzwischen der Messerschmitt Stiftung und ist im Flugmuseum Messerschmitt auf dem Fliegerhorst Manching ausgestellt.

## Filme
- Das Kraftei. Raketenjäger Me 163 Komet. (D 2004), Regie: Volker Schröder. Produktion: meeresblau-medien, Bad Zwischenahn. Länge: 94 min. Premiere: 11. Internationales Filmfest Oldenburg 2004. Internationale Premiere: Deutsche Dokumentarfilmwoche in Kairo 2005.